# Crataegus monogyna
Il biancospino  (Crataegus monogyna Jacq., 1775) è un arbusto o un piccolo albero molto ramificato, contorto e spinoso, appartenente alla famiglia delle Rosacee.

## Descrizione

### Portamento
Il biancospino è una caducifoglia e latifoglia, l'arbusto può raggiungere altezze comprese tra i 50 centimetri ed i 6 metri. Il fusto è ricoperto da una corteccia compatta, di colore grigio. I rami giovani sono dotati di spine che si sviluppano alla base dei rametti brevi. Sono i rametti spinosi (brocche) che in primavera si rivestono di gemme e fiori. Questa specie è longeva e può diventare pluricentenaria, ma con crescita lenta. Un esemplare monumentale è il Biancospino di Vallonica che si trova nel Parco del Monte Subasio in Umbria.

### Foglie
Le foglie sono lunghe 2-6 centimetri, dotate di picciolo, di forma romboidale ed incise profondamente. L'apice dei lobi è dentellato.

### Fiori
I fiori sono raggruppati in corimbi, che ne contengono circa 5-25. I petali sono di colore bianco-rosato e lunghi 5 o 6 millimetri.

### Frutti
I frutti sono ovali, rossi a maturazione, delle dimensioni di circa 1 cm e con un nocciolo che contiene il seme. La fioritura avviene tipicamente tra aprile e maggio, mentre i frutti maturano fra settembre e ottobre. I frutti del biancospino sono edibili, ma solitamente non vengono mangiati freschi, perché piccoli e con un grosso nocciolo, bensì lavorati per ottenere marmellate, gelatine o sciroppi. I frutti sono decorativi perché rimangono a lungo sull'arbusto, anche durante tutto l'inverno.

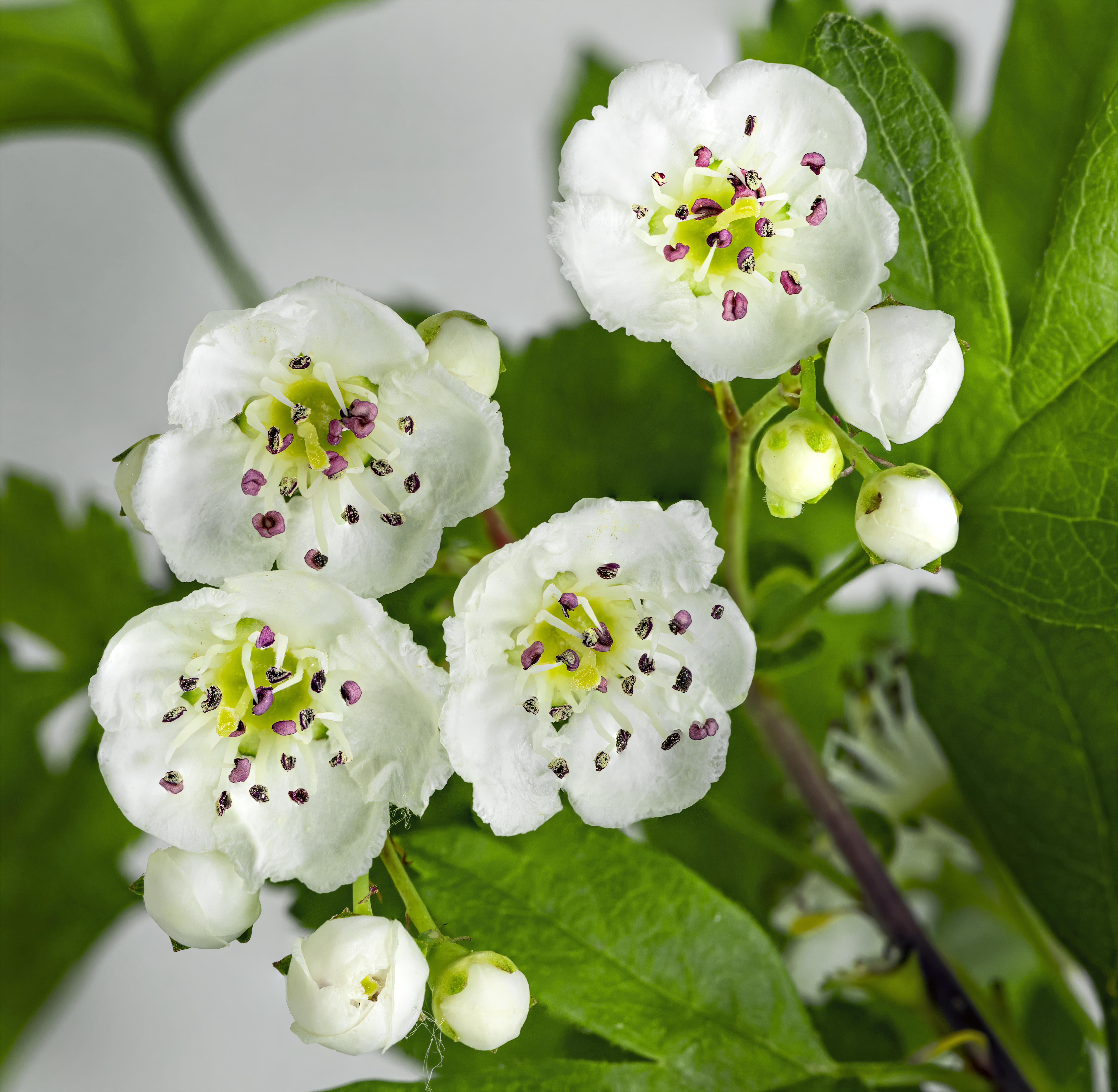
Fiori
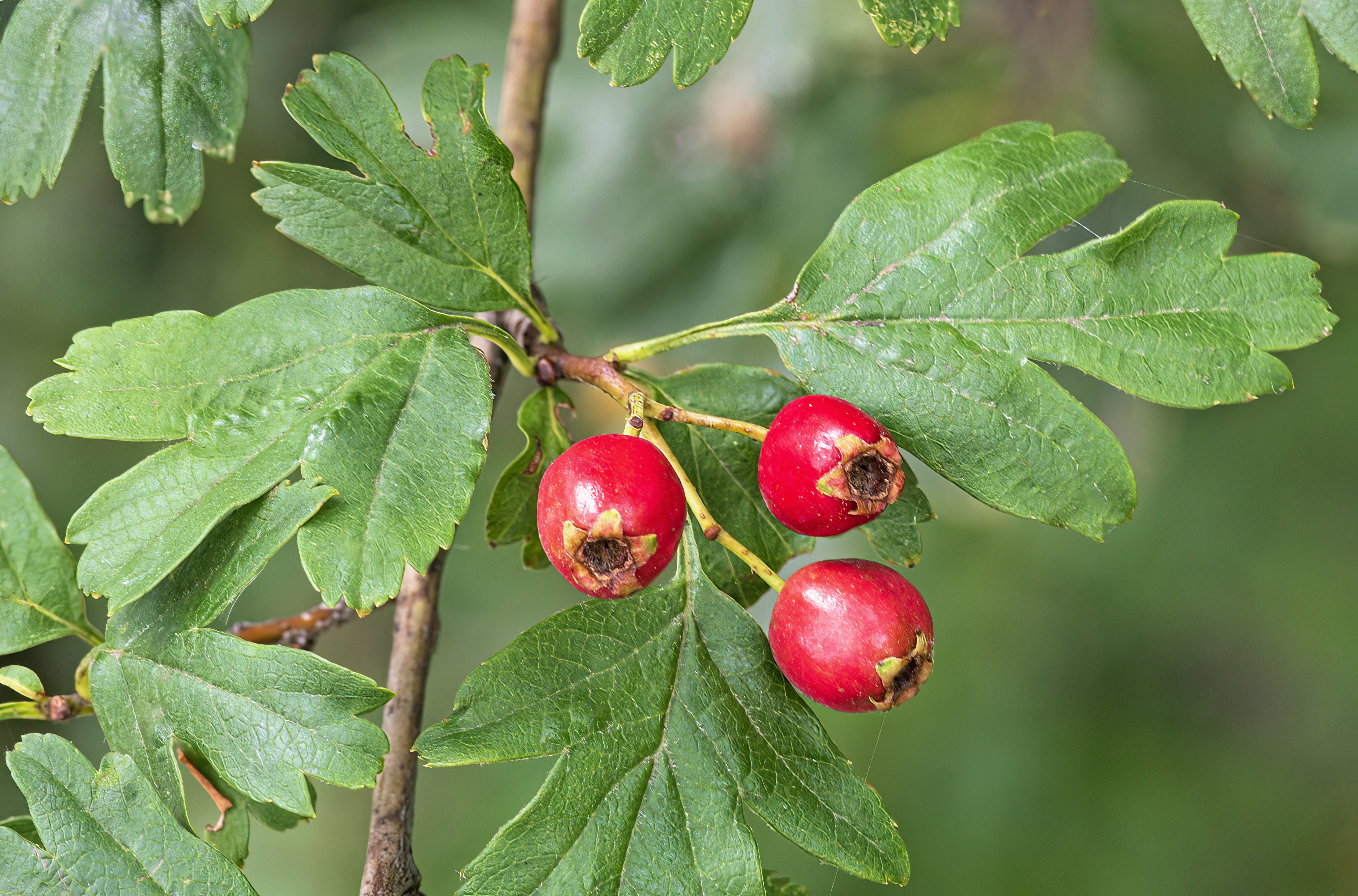
Frutti

## Distribuzione e habitat
Si trova in Europa, Nordafrica, Asia occidentale. Il suo habitat naturale è rappresentato dalle aree di boscaglia e tra i cespugli, in terreni prevalentemente calcarei. Vegeta a quote comprese tra il livello del mare e 1.500 metri.

## Usi
- il biancospino è una pianta mellifera e viene bottinata dalle api ma solo raramente se ne può ricavare un miele monoflorale, perché di solito si trova in minoranza rispetto alle altre piante del territorio.
- Il legno, denso e pesante, è un apprezzato combustibile.
- Un tempo, in diverse regioni italiane, veniva utilizzato come essenza costituente delle siepi interpoderali, cioè per delimitare i confini degli appezzamenti. In ragione delle spine e del fitto intreccio dei rami la siepe di biancospino costituiva una barriera pressoché impenetrabile. Attualmente l'esigenza di non rendere difficoltosa la circolazione dei mezzi agricoli meccanici ha determinato la quasi totale scomparsa delle siepi di biancospino con questa funzione.

### Usi terapeutici
Il biancospino è un'erba officinale. 
Testimonianze sull'uso medicinale del biancospino si trovano già in Teofrasto, Dioscoride, nel Materia Medica della dinastia Tang (Tang bencao), risalente al 659 d.C. (la prima farmacopea ufficiale conosciuta al mondo) e poi in età volgare nel Mattioli. L'uso principale è di antispasmodico e sedativo, particolarmente nei casi di disturbi cardiaci di origine nervosa. Alcuni autori gli riconoscono anche utilizzo di ricostituente e antidiarroico.
I principi attivi contenuti nella pianta sono:
- flavonoidi tra cui l'iperoside e la vitexina;
- composti triterpenici tra i quali l'acido ursolico;
- ammine e steroli;
- tannino e derivati purinici.

Ha un'azione coronariodilatatrice, vasodilatatrice dei vasi sanguigni addominali e coronarici, azione inotropa positiva, risparmio del consumo di ossigeno da parte del muscolo cardiaco, modulazione della concentrazione intracellulare di calcio, sedativa sul sistema nervoso centrale, diminuzione della frequenza cardiaca.
È indicato nelle nevrosi cardiache: negli stati di ipereccitabilità e nell'ipertensione arteriosa.
È utilizzato anche come ansiolitico e nel trattamento dei casi di insonnia. p

## Nella poesia e cultura
Sono i fiori e i rametti che hanno ispirato Giovanni Pascoli nella poesia Valentino del 1903 ("come le brocche del biancospino"). Usato anche da Guglielmo d'Aquitania in "come il ramo del biancospino".
Citato da Fabrizio De André nella canzone "Inverno": "L'amore ancora ci passerà vicino/ nella stagione del biancospino".

## Restrizioni
In alcune regioni del nord Italia, è stata vietata la commercializzazione e messa a dimora di nuove piante di Biancospino, poiché è ritenuto un vettore di diffusione del batterio Erwinia amylovora, che è responsabile di una malattia che colpisce soprattutto i frutteti conosciuta col nome di "Colpo di fuoco batterico".